# Municipio de Sullivan (Kansas)
El municipio de Sullivan (en inglés: Sullivan Township) es un municipio ubicado en el condado de Grant en el estado estadounidense de Kansas. En el año 2010 tenía una población de 262 habitantes y una densidad poblacional de 0,47 personas por km².

## Geografía
El municipio de Sullivan se encuentra ubicado en las coordenadas 37°28′3″N 101°19′0″O / 37.46750, -101.31667. Según la Oficina del Censo de los Estados Unidos, el municipio tiene una superficie total de 558.16 km², de la cual 557,92 km² corresponden a tierra firme y (0,04 %) 0,24 km² es agua.

## Demografía
Según el censo de 2010, había 262 personas residiendo en el municipio de Sullivan. La densidad de población era de 0,47 hab./km². De los 262 habitantes, el municipio de Sullivan estaba compuesto por el 93,13 % blancos, el 0,38 % eran afroamericanos, el 1,53 % eran amerindios, el 3,82 % eran de otras razas y el 1,15 % eran de una mezcla de razas. Del total de la población el 19,08 % eran hispanos o latinos de cualquier raza.